# Tom Moore (aktor)
Tom Moore (ur. 1 maja 1883, zm. 12 lutego 1955) – amerykański aktor filmowy pochodzenia irlandzkiego.

## Filmografia
- 1908: The Christmas Burglars jako Klient
- 1913: Chrześcijanin
- 1918: Na Zachód, młody człowieku jako Dick Latham
- 1928: Jego ostatnia zdobycz jako Joe Hammond
- 1948: Scudda-Hoo! Scudda-Hay! jako Sędzia Stillwell
- 1952: The Turning Point jako Właściciel drogerii

## Wyróżnienia
Posiada swoją gwiazdę na Hollywoodzkiej Alei Gwiazd.